# Coramae Richey Mann
Coramae Richey Mann (geboren 25. Januar 1931 in Chicago; gestorben 24. Oktober 2004 in Fort Myers) war eine US-amerikanische Kriminalsoziologin. Sie kritisierte das US-amerikanische Justizsystem als rassistisch.

## Leben
Coramae Richey Mann war das zweite Kind eines Lehrers aus Dayton und einer Hausfrau, ihr Großvater mütterlicherseits war ein wohlhabender Klinikarzt in Chicago. Ihre Vorfahren waren verschiedener Herkunft, nach der vorherrschenden gesellschaftlichen Ansicht galt sie als Schwarze. Sie wuchs in einem schwarzen Ghetto in Chicago und bei einer Tante in Minnesota, wo wiederum die Rassentrennung aufgehoben war, auf. 
Mann besuchte für drei Jahre die Howard University in Washington, D. C. und ging dann in Chicago an die Roosevelt University, wurde 1961 graduiert und erhielt dort auch einen M. A. in Klinischer Psychologie. Ihre berufliche Karriere führte sie zunächst durch verschiedene Funktionen in der Sozialarbeit und als Trainerin für Sozialberufe. 1976 wurde sie an der University of Illinois at Chicago in Kriminalsoziologie promoviert. Die nächsten 12 Jahre war sie an der School of Criminology der Florida State University beschäftigt und erhielt nach der vorgesehenen Wartefrist von 11 Jahren eine Professur. Sie ging 1988 an die Indiana University Bloomington. Sie wurde 1996 emeritiert, war aber auch die nächsten Jahre mit der Hochschule verbunden.  
Mann erhielt 1995 den „Academy of Criminal Justice Sciences’ Bruce Smith Sr. Award“.  Die Division on Women and Crime in the American Society of Criminology stiftete den „Coramae Richey Mann “Inconvenient Woman of the Year” Award“ für Frauen, die sich in der Geschlechterfrage engagieren. 

## Schriften (Auswahl)

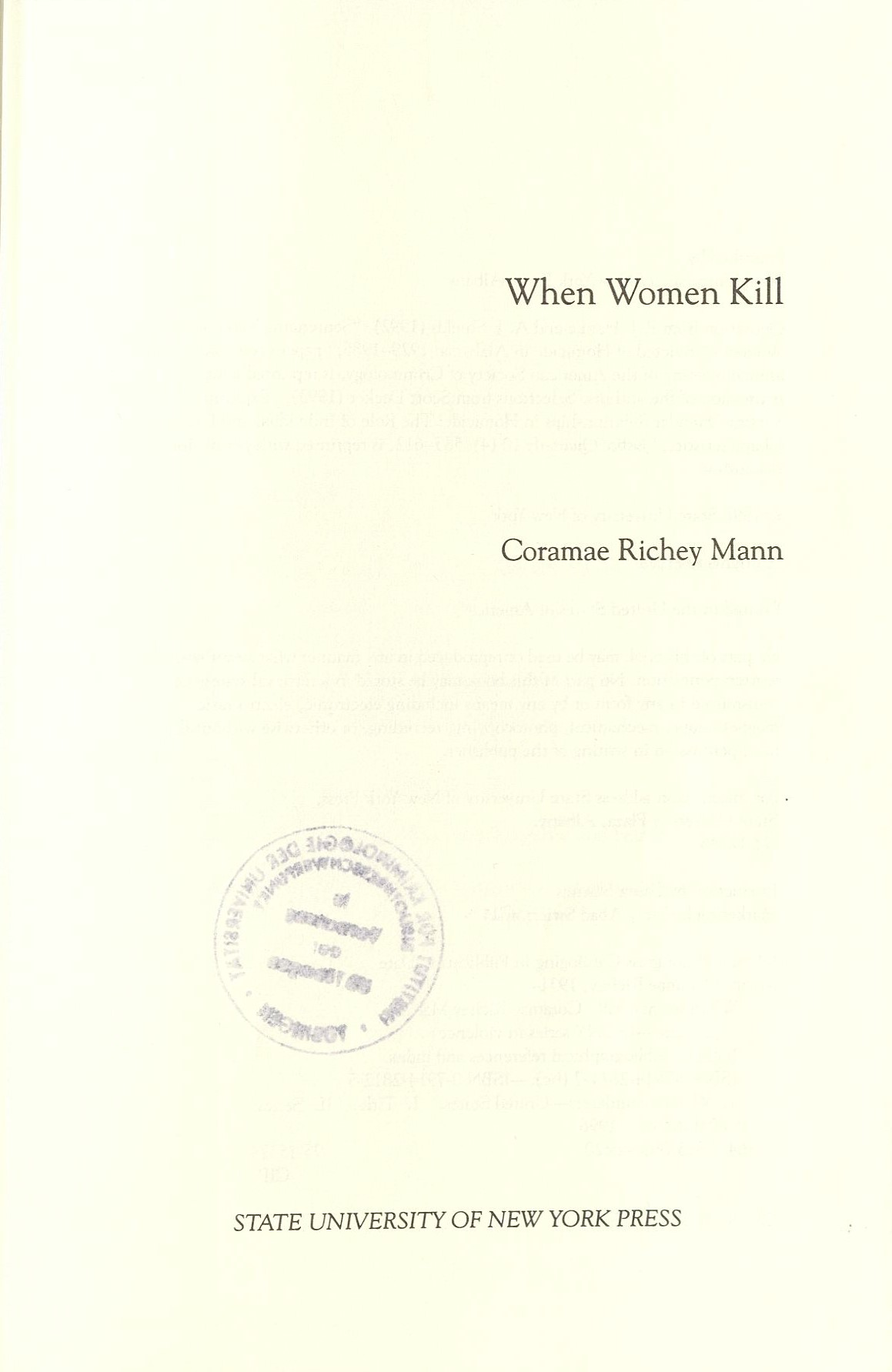
When Women Kill (1996)

- Female Crime and Delinquency. Tuscaloosa: University of Alabama, 1984
- Unequal Justice: A Question of Color. Bloomington: Indiana University, 1988
- Random Thoughts on the Ongoing Willbanks-Mann Discourse, in: The Critical Criminologist, 1989, Vol 1(3)
- A Minority View of Juvenile “Justice”. Washington Lee Law Review, vol.51, issue 2, 1994, S. 465–478
- Seventeen White Men and Me, in: Ann Goetting, Sarah Fenstermaker (Hrsg.): Individual voices, collective visions : fifty years of women in sociology. Philadelphia : Temple University Press, 1995, S. 273–284
- When Women Kill. Albany: State University of New York, 1996
- Coramae Richey Mann, Marjorie S. Zatz: Images of Color, Images of Crime: Readings. Los Angeles: Roxbury, 1998